# Ulster Special Constabulary

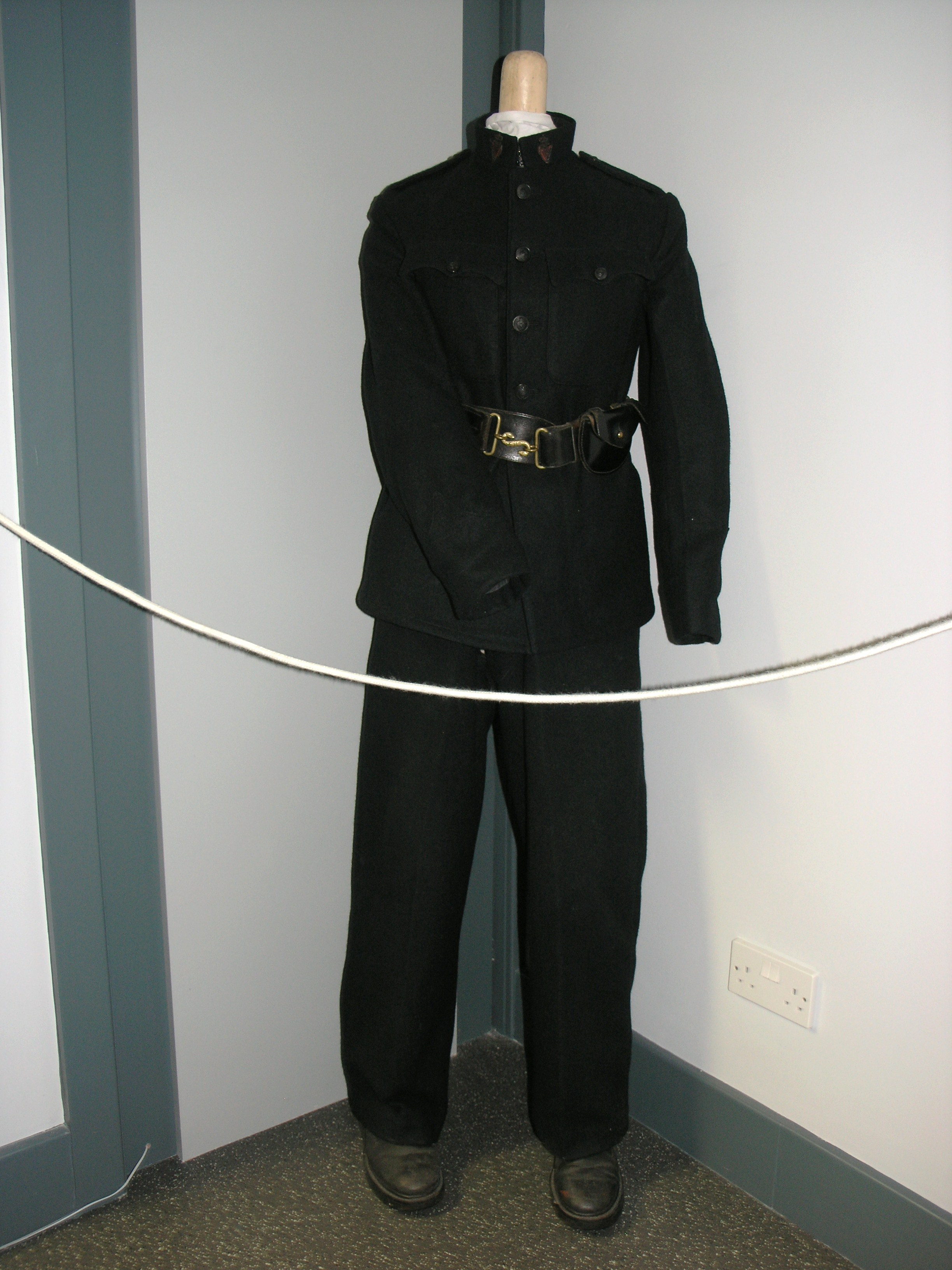
Uniforme de los B-Specials en el museo de Derry Libre.

La Policía Especial del Úlster (Ulster Special Constabulary, USC en sus siglas en inglés, también conocida como B-Specials), fue una fuerza de policía establecida en la provincia británica de Irlanda del Norte, instituida por el Reino Unido durante la guerra de Independencia irlandesa, y que estuvo activa hasta 1970. 
En un principio fue concebida como fuerza de defensa paramilitar para contrarrestar los ataques sobre el Úlster, dominado por los unionistas probritánicos, y que más tarde pasaría a ser la actual Irlanda del Norte. Eficaz como fuerza antiguerrillera, su papel de vigilancia en la nueva, pero política y religiosamente dividida, provincia norirlandesa, fue visto con gran desconfianza por los católicos y nacionalistas, que denunciaron el carácter anticatólico de la USC. Por otro lado, la comunidad protestante unionista la tenía por su defensora. Esta parcialidad en el conflicto sectario de la provincia, junto con el amplio uso de la fuerza que hizo en la Batalla del Bogside (los disturbios de agosto de 1969 en Derry que acabarían provocando la extensión del conflicto conocido como the Troubles), y que provocó la muerte de algunos civiles, condujo a su disolución en 1970, siendo reemplazada por el Ulster Defence Regiment (UDR).

## Guerra Anglo-irlandesa
En la década de 1920, la Royal Irish Constabulary (RIC), policía irlandesa de la época, comenzó la contratación de exsoldados británicos (conocidos como los "Black and Tans", "negro y caqui", por el color de sus uniformes), que prestaban servicios como reservistas del RIC. Asimismo se creó una gendarmería especialista en la lucha contrainsurgente, conocida como División Auxiliar del RIC. Sin embargo, esta última sólo operaba en el sur y oeste de Irlanda.
En octubre de 1920 la USC fue instituida por el Gobierno británico como respuesta a la demanda unionista de un cuerpo auxiliar de policía que operara en el Úlster (en realidad los seis condados nororientales que forman la actual Irlanda del Norte) y detuviera los ataques del IRA. En septiembre de 1920 Sir James Craig había presionado al Gabinete británico para aceptar la oficialización de la Fuerza Voluntaria del Úlster creada en 1912 (no confundir con la fuerza paramilitar del mismo nombre activa desde 1966), con el apoyo de Lloyd George y Winston Churchill. El General Macready, comandante de las fuerzas británicas en Irlanda, se oponía a la decisión, temiendo que aumentara la violencia sectaria.
Así, la RIC se vio reforzada desde el 1 de noviembre de 1920 por la USC, cuyos miembros fueron reclutados en gran medida de entre los de la Fuerza Voluntaria del Úlster. Sus miembros se consideraban adecuados por su lealtad política a la Corona británica y, en la mayoría de los casos, habían servido en el ejército británico durante la Primera Guerra Mundial. La importancia de dicha lealtad radicaba en que el IRA había conseguido infiltrarse en el RIC y en la Policía Metropolitana de Dublín, y se concibió la USC para llevar a cabo operaciones de contrainsurgencia contra el IRA.

## Organización
La USC constaba de 32.000 hombres, divididos en tres secciones, todas armadas:
- A Specials - Oficiales a tiempo completo y remunerados, pero que no podían ser enviados fuera de sus zonas de origen (los oficiales regulares del RIC podrían ser desplegados en cualquier lugar del país). Servían comúnmente en puestos de control. Originariamente, 5500 miembros.
- B Specials - Oficiales a tiempo parcial, por lo general una noche por semana de entrenamiento y movilizables cuando la situación lo precisase. Con su propia estructura jerárquica y no remunerados, recibían aportaciones para comida y uniforme (reducidas a raíz de la reorganización de la USC unos años más tarde). Organizados en Grupos Móviles de tamaño pelotón para apoyar al RIC dondequiera que actuase, eran originariamente 19.000 miembros.
- C Specials - Oficiales no remunerados, por lo general de edad avanzada, que se utilizaban para tareas de guardia cerca de sus hogares. Originariamente, 7500 miembros.

## Reclutamiento
Sir John Anderson, jefe de la administración británica en Dublín, declaró en el período de  reclutamiento, que éste favorecía la inclusión en gran medida de miembros de la Orden de Orange: "...No se puede, en medio de una lucha de facciones, reconocer a una de los contendientes, y esperamos que para hacer frente a trastornos de imparcialidad y la equidad indispensable en los que han de llevar a cabo las órdenes del Gobierno." El reclutamiento continuó sin variaciones.
La USC fue financiada y equipada por el gobierno británico, y puesta bajo el control de la RIC. Desplegada en 1920-22 contra los unionistas, siempre con su propia milicia territorial, pretendía repeler los ataques del IRA y facilitar la partición de la isla. Es la USC la que en la mayoría de las ocasiones se encarga de contrarrestar los ataques del IRA en el norte, ganándose durante esa misión una reputación de extrema brutalidad, siendo vista por la mayoría de los católicos como escuadras de  "vigilantes" protestantes.
Los esfuerzos para incluir a los católicos en la USC, realizados durante el Pacto de Craig-Collins, firmado en marzo de 1922, fracasaron debido al clima de violencia del IRA y los unionistas.
El primer miembro de la USC en ser asesinado fue Robert Compston, que recibió un disparo en una emboscada cerca de Crossmaglen, en el condado de Armagh.
Después de la partición de 1922, la USC se mantuvo para apoyar a la Policía Real del Úlster, aunque muchos de sus A Specials se sumaron a la nueva fuerza como agentes de la policía regular.

## Despliegue armado del RUC

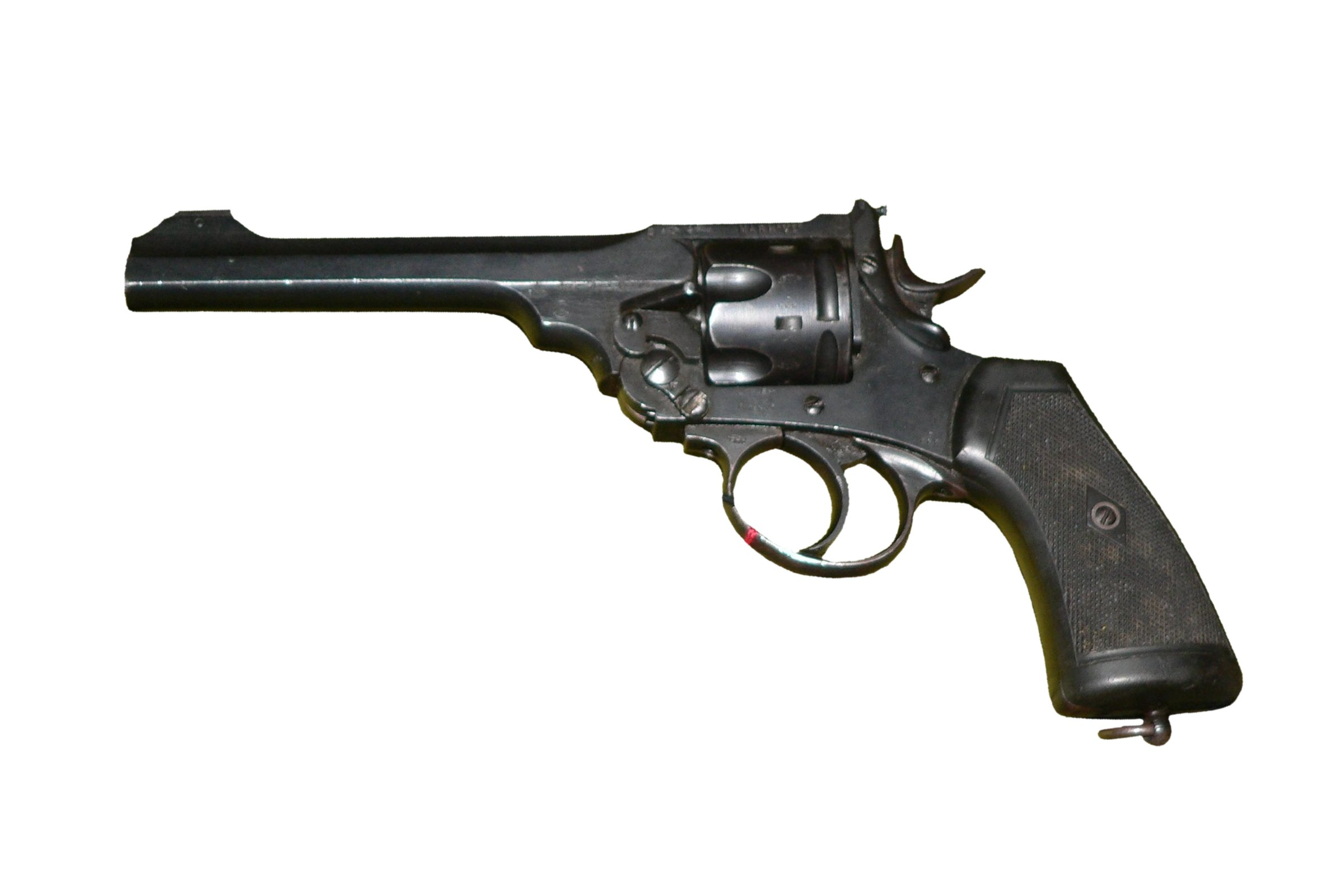
Revólver Webley.

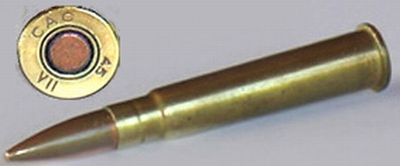
Munición del rifle Lee Enfield.

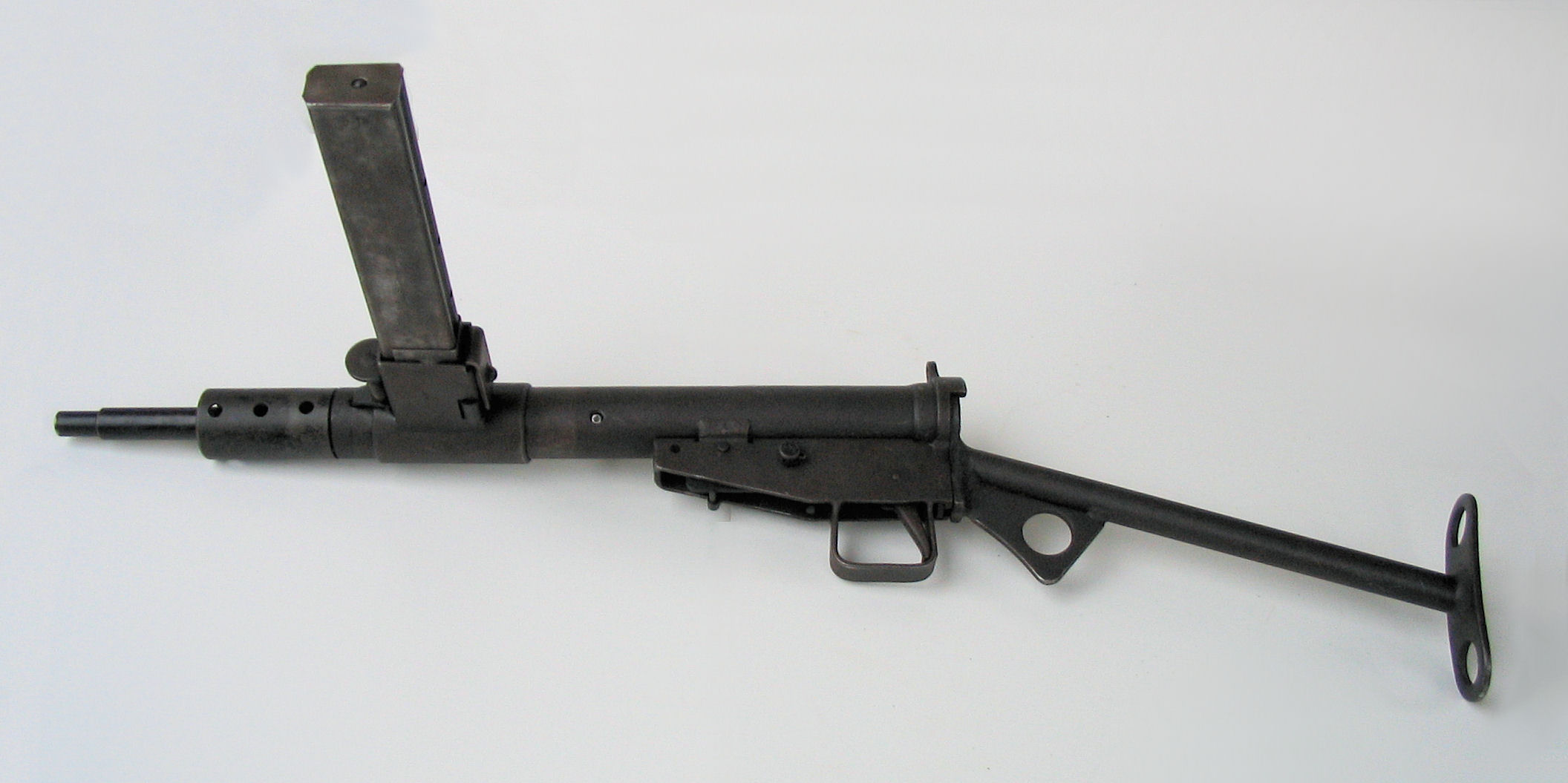
Subfusil Sten.

### Entrenamiento
El entrenamiento estándar era variado. En Belfast, los Specials fueron entrenados del mismo modo que la policía regular. Fueron desplegados aparte de sus colegas, sobre todo en los condados fronterizos. Los Specials eran menos expertos en conocimientos legales, pero más en la adopción y derrota de las tácticas guerrilleras.

### Uniformes
En los inicios del despliegue de la fuerza, los uniformes no estaban aún disponibles, por lo que los B Specials realizaban sus labores únicamente con un brazalete que indicaba su pertenencia a la policía. Los uniformes no estuvieron disponibles hasta 1922. Tomaron el mismo modelo que la RIC/RUC. Las insignias de rango, tales como los galones del sargento, se mostraban sobre el antebrazo derecho de la chaqueta en el estilo de la RIC. No había uniformes ceremoniales, pero los Specials que formaban parte del destacamento de Guardia del Gobernador en su residencia privada o en su residencia oficial del Castillo de Hillsborough llevaban varios accesorios peculiares.

### Armamento
La mayor parte de los Specials iban armados con un revólver Webley 38, pero en algunos casos se sumaba a aquel un rifle Lee Enfield 303 o, en los años 1960, subfusiles Sten. En la mayoría de los casos estas armas permanecían en casa de cada guardia, junto con una cantidad de munición. Uno de los motivos para esto ello era posibilitar la rápida movilización de los pelotones sin necesidad de recoger las armas de una armería. En los días previos a la popularización del teléfono en los hogares, una sola llamada de ayuda a la estación local de la RUC o al comandante de la USC movilizaba a un hombre que llamaba a la puerta de cada Special en un área determinada. Así, se hacía posible el despliegue de  una fuerza de reacción inmediata. Esta práctica fue conservada muchos años por algunas unidades del Regimiento de Defensa del Úlster en las zonas fronterizas.

### Equipamiento
Los Specials eran desplegados a pie como norma general, pero podían ser apoyados por vehículos de la RUC.

## Tareas
La función primaria de la USC era la defensa de los condados orientales del Úlster, que posteriormente formarían el actual país constituyente británico de Irlanda del Norte, de la insurrección por parte del IRA u otros grupos nacionalistas irlandeses que apoyaban la política de una United Ireland (Irlanda Unida). Como tal, la USC se parecía más a una milicia paramilitar que cualquier policía equiparable del Reino Unido. Sólo en Belfast la USC recibiría un entrenamiento detallado en patrullaje policial, y a menudo actuó allí en lugar de la RIC o la RUC. En otros condados sus patrullas se concentraban en la prevención de actividades terroristas. 
Desde 1925, y como resultado de un período de relativa tranquilidad en Irlanda del Norte, las secciones A y C fueron disueltas y se redujo la Sección B con vistas a su desmovilización. La fuerza fue presentada como una unidad de guardia doméstica durante la Segunda Guerra Mundial, en primer lugar como "Sección de Voluntarios de Defensa Local de la Policía Especial del Úlster ", más tarde renombrados como Voluntarios de Defensa del Úlster y era, en efecto, la única fuerza armada y disciplinada del Reino Unido en la zona en un contexto en que no era imposible un ataque alemán que involucrase su actuación. Algunos Specials recibieron entrenamiento específico en sabotaje y guerra de guerrillas como parte de los planes de emergencia para rechazar una hipotética invasión alemana.

## Guerra fronteriza de 1922-23
La tregua entre las facciones en guerra en el Estado Libre de Irlanda no terminó con la violencia sectaria en Irlanda del Norte. A pesar de las hostilidades en curso en el Sur, Michael Collins, ahora mandando el Ejército del Gobierno Provisional, y Jack Lynch, comandante de las fuerzas antitratado, decidieron que debían combinar sus fuerzas para aliviar la situación de los católicos del Norte, que afirmaban estar siendo víctimas de un pogromo organizado por los protestantes. Ambos seleccionaron a oficiales de sus propias fuerzas con experiencia en operaciones irregulares durante la Guerra anglo-irlandesa y les enviaron al Norte para entrenar a unidades locales del IRA Provisional. Ello condujo a una serie de ataques del IRA Provisional contra la policía y el ejército: a través de la frontera en Londonderry y Tyrone, en las cañadas de Antrim y las Montañas Mourne. Las casas de destacados unionistas fueron incendiadas, las patrullas de la RIC y el ejército emboscadas, las líneas de comunicaciones cortadas y los cuarteles atacados. Un ataque en un entierro protestante en Belfast provocó un tiroteo entre el Ejército británico y el IRA Provisional que derivó en enfrentamientos durante dos semanas. Una fuerza de IRA Provisional llegó a ocupar el noroeste de Fermanagh y tuvo que ser desalojada por tropas regulares del Ejército equipadas con vehículos blindados y artillería.
Con el Ejército Británico retirándose del Sur, muy menguado y cada vez más desmoralizado, la carga recayó cada vez más sobre la RIC (más tarde la RUC). El trabajo de contrainsurgencia recayó entonces en la USC, mientras el RIC controlaba los disturbios y la violencia callejera. Cuarenta y nueve de sus miembros murieron durante el período de la Guerra Fronteriza.

## Años 20-40
Hubo ocasiones en que los Specials eran requeridos para el servicio a tiempo completo. Así ocurrió por ejemplo 12 de julio de 1931 en Belfast, cuando un estalló un motín sectario. Los B Specials fueron destacados para relevar a la RUC de sus deberes habituales y permitirles que, junto con el ejército, sofocaran los disturbios. Irlanda del Norte atravesó un período relativamente pacífico desde mediados de los años 1920 hasta el estallido de la Segunda Guerra Mundial, y los Specials cayeron en la rutina del entrenamiento semanal. 
Después de que la Comisión de Fronteras fuera abandonada en 1926, los A Specials fueron incorporados a la nueva Real Policía del Úlster y los C Specials fueron disueltos, dejando únicamente los B Specials como fuerza de reserva a tiempo parcial. En zonas fronterizas, muchos protestantes de los condados fronterizos del Estado Libre sirvieron con ellos. La fuerza siguió existiendo, y acabaría formando el núcleo de los Voluntarios de Defensa del Úlster (UDV). El UDV fue renombrado Guardia Doméstica del Úlster en 1942. A diferencia del resto del Reino Unido, la Guardia se mantuvo en mayor medida bajo mando de la policía que del Ejército, y los Specials siguieron realizando sus funciones originales. El IRA permaneció relativamente inactivo durante este período.

## Operaciones en los 50 y 60

### Campaña de la Frontera
Los Specials reasumieron su antiguo papel tras el final del UDV, siendo movilizados otra vez desde 1955 hasta principios de los años 1960, y jugando una parte decisiva en la Campaña de la Frontera del IRA (1956-1962). En noviembre de 1956, Saor Uladh, (en irlandés Úlster Libre) una efímera agrupación republicana, atacó seis puestos fronterizos. El 12 de diciembre el IRA lanzó diez ataques, como inicio de una campaña en gran parte limitada a zonas fronterizas, que continuó hasta febrero de 1962. La Sección B del USC fue movilizada. Su gran conocimiento del terreno obstaculizó la capacidad del IRA. En este período murieron ocho militantes y un simpatizante del IRA, dos miembros de Saor Uladh, y seis mismbros de la RUC. En daños materiales se contabilizaron un millón de libras y el coste total de la campaña supuso diez millones del tesoro público británico. Tim Pat Coogan, historiador irlandés, sostuvo en su momento acerca del USC que "la Sección B era la piedra sobre la que cualquier movimiento de masas del IRA en el Norte inevitablemente fracasaba".

### The Troubles
El Día de Año nuevo de 1969, en una atmósfera política cada vez más tensa, se organizó una marcha a favor de los derechos civiles organizada por el movimiento Democracia Popular, partido político de base estudiantil fundado por un grupo de alumnos de la Universidad Queen’s de Belfast. En Belfast la marcha fue interceptada por una muchedumbre hostil en el Puente de Burntollet cerca de Londonderry. Muchas personas fueron heridas; dos exmiembros de la Sección B fueron identificados como atacantes de la marcha. Poco después el nuevo primer ministro de Irlanda del Norte, James Chichester-Clark, decidió seguir adelante con las reformas sugeridas por su predecesor, Terence O'Neill. De ese modo, declaró una amnistía para los implicados en delitos contra el orden público. 
En julio del mismo año otra marcha, esta vez llevada a cabo por los Aprendices de Derry, tuvo lugar en Londonderry. Los manifestantes se encontraron con oposición en la plaza de Waterloo, siendo abordados por una muchedumbre hostil. El RUC intentó controlar lo que más tarde se conoció como la Batalla del Bogside, pero no disponía de suficientes efectivos para ello. En un principio se rechazó la entrada del Ejército Británico en Irlanda del Norte para controlar los disturbios hasta que la administración de Belfast hubiera usado "todas las fuerzas a su disposición". Esto llevó a que la Sección B fuese desplegada. Sin embargo, los B Specials no fueron entrenados ni equipados para controlar este tipo de desórdenes públicos, aunque el número y efectivos desplegados fue creciendo con la extensión de los desórdenes. En Dungannon, abrieron fuego sobre una manifestación y tres civiles resultaron heridos. En Coalisland, en circunstancias similares otros alborotadores fueron heridos de bala por Specials. En Tynan, cerca de Armagh, un manifestante murió por un tiro disparado por un Special. 
En Belfast la situación era diferente. El informe de Lord Scarman detectó que la presencia de los Specials tenía un efecto significativo sobre la muchedumbre protestante, mientras se observaba un efecto opuesto sobre concentraciones de católicos; en varios incidentes los protestantes se abrieron camino a través de cordones de la USC para atacar a manifestantes católicos contrarios; en la confusión, se denunció que los Specials ayudaban a la muchedumbre protestante. Esto fue posteriormente descartado por Lord Scarman.
Después de que el Ejército hubiera sido traído para restaurar el orden, los Specials fueron destacados para patrullar áreas únicamente protestantes; ello acabó trayéndoles conflictos con aquella comunidad, ya que parte de su misión específica consistía entonces en proteger las casas y los negocios de los católicos. En una ocasión, el Pelotón Comber fue atacado con cócteles Molotov por una muchedumbre hostil porque trataba de proteger a los católicos que se dirigían a trabajar en una panadería. En otras áreas, como Enniskillen y Newry, el empleo de los Specials para restaurar el orden se realizó con éxito, contando con completa supervisión por parte de la policía y disponiendo del equipo antidisturbios apropiado. Cuando Jack Lynch, el Taoiseach de la República de Irlanda decidió que debía tomar medidas y mandar tropas hasta la frontera entre los dos países, se desplegaron pelotones de Specials para proteger comisarías fronterizas.
Después de un encuentro con el jefe de Gobierno de Irlanda del Norte, comandante Chichester-Clark, el 19 de agosto de 1969, el primer ministro británico Harold Wilson anunció que los B-Specials serían apartados de sus funciones. 

Cuarto: La fuerza de los llamados «B Especiales» ha provocado resentimiento y la prensa la ha condenado duramente. Ahora quedará bajo el mando del general Freeland y su desarme dependerá de dicho jefe militar.
Declaración de Harold Wilson

## Desmovilización
Los B-Specials siguieron siendo vistos con recelo por los nacionalistas de Irlanda del Norte, y su abolición fue una demanda central del Movimiento para los Derechos Humanos a finales de los años 60, ya que según ellos se trataba de una fuerza sectaria anticatólica. El 30 de abril de 1970 fueron finalmente disueltos, como resultado de la presentación del Informe de la Comisión Hunt.
Muchos de sus miembros se sumaron al Regimiento de Defensa del Úlster, de reciente creación, una fuerza de seguridad a tiempo parcial que sustituyó a los B-Specials pero bajo control militar británico; otros se sumaron a la Reserva a Tiempo Parcial del RUC.